# Janusz Gałuszka
Janusz Franciszek Gałuszka (ur. 14 czerwca 1964 r. w Bielsku-Białej) – polski piłkarz, występujący na pozycji obrońcy.

## Życiorys
Wychowanek BKS-u Stali Bielsko-Biała, skąd trafił do Zagłębia Sosnowiec. Rozegrał tam 39 spotkań. Później został zawodnikiem krakowskiej Wisły, gdzie wystąpił w 73 meczach, zdobywając jedyne w karierze 3 bramki na pierwszoligowych boiskach. Następnym etapem było przejście do Polonii Warszawa. Zagrał tam 17 spotkań. W 1999 r. został wypożyczony do Zawiszy Bydgoszcz.
Po powrocie do stolicy zagrał w 70 meczach. Łącznie w Polonii zagrał 87 meczów. Następnie trafił do Karkonoszy Jelenia Góra, a kolejny przystanek w jego karierze to Pogoń Szczecin, w której rozegrał 21 spotkań. Był to koniec kariery piłkarza w klubach wyższych lig. Potem występował w zespołach Czarni Żagań oraz jako grający trener w Wybrzeżu Rewalskim Rewal.
Ogółem w I lidze rozegrał 220 meczów, zdobył 3 bramki.